# کوه حلوا
حلوا نام کوهی در جزیره ابوموسی می‌باشد. قله این کوه مرتفع‌ترین نقطه این جزیره است. این کوه مخروطی شکل و تیره‌رنگ است. و از لحاظ استراتژیک بسیار پراهمیت است.

## فهرست منابع
مجتهدزاده، پیروز (۱۳۸۲). کشورها و مرزها در منطقه ژئوپلتیک خلیج فارس. دفتر مطالعات سیاسی و بین‌الملل مرکز چاپ و انتشارات وزارت امور خارجه. شابک ۹۶۴-۳۶۱-۱۰۳-۵.